# Calolydella lathami
Calolydella lathami là một loài ruồi trong họ Tachinidae.